# Programma federale di protezione testimoni degli Stati Uniti

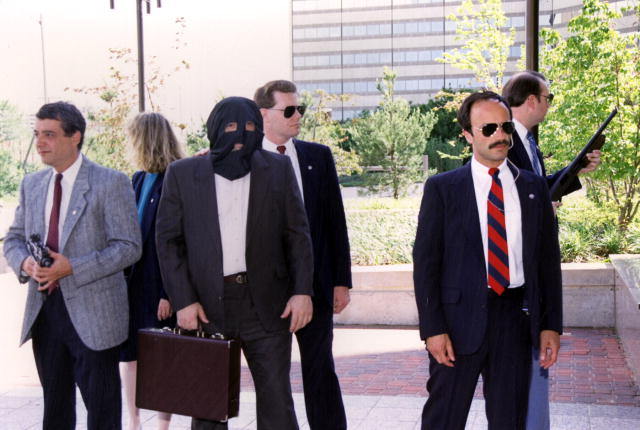
Marshal statunitensi durante un'esercitazione.

Il programma federale di protezione testimoni degli Stati Uniti, noto anche come WITSEC, è un programma di protezione testimoni gestito dal Dipartimento della giustizia degli Stati Uniti d'America per proteggere i testimoni minacciati prima, durante e dopo un processo.
Della protezione dei testimoni si occupano l'FBI e lo United States Marshals Service, nell'ambito delle rispettive competenze.

## Storia
Il WITSEC fu originariamente creato come un programma federale di protezione testimoni a metà degli anni 1960 da Gerald Shur, all'epoca procuratore responsabile dell'unità di intelligence e dei servizi speciali della sezione organizzata per il crimine e il racket del Dipartimento di giustizia degli Stati Uniti. Venne formalmente istituito con il titolo V dell'Organized Control Crime Control Act del 1970, che a sua volta stabilisce le modalità con cui il procuratore generale degli Stati Uniti può provvedere al trasferimento e alla protezione di un testimone o di un potenziale testimone. La disciplina venne poi raccolta nello United States Code.
Nel 2009 L'ex agente dell'FBI John Thomas Ambrose è stato condannato per aver divulgato informazioni su un testimone federale nel Programma di protezione testimoni, il sicario dei Chicago Outfit Nicholas Calabrese, ad altri membri del crimine organizzato di Chicago.

## Attività
La maggior parte dei testimoni è protetta dal United States Marshals Service, mentre la protezione dei testimoni incarcerati è di competenza dell'Ufficio federale delle carceri (Federal Bureau of Prisons). L'FBI invece si preoccupa di fornire nuove identità ai testimoni chiave di un processo e ai loro familiari.
Un testimone che accetta di testimoniare per l'accusa è generalmente idoneo ad essere messo nel programma, che è del tutto volontario. I testimoni possono lasciare il programma e tornare alle loro identità originali in qualsiasi momento. Nelle questioni penali e civili che coinvolgono testimoni protetti, gli U.S. Marshal collaborano pienamente con le altre forze di polizia degli Stati Uniti con le autorità giudiziarie per consegnare i testimoni alla giustizia o per farli adempiere alle loro responsabilità legali.

## Dati statistici
Secondo Shur, al 2013 circa il 95% dei testimoni nel programma erano classificati come criminali, anche di rango internazionale. Secondo i dati dello US Marshals Service, dal 1971 al 2019 sono state ammessi al programma circa,18.900 testimoni.
Meno del 17 percento dei testimoni protetti che hanno commesso un crimine sono stati sorpresi a commettere un altro crimine, rispetto a coloro che sono stati condannati, di cui quasi il 41 percento è ritornato al crimine.

## Misure simili negli Stati federati
Alcuni territori, tra cui California, Connecticut, Illinois, New York, Texas e Washington hanno i propri programmi di protezione testimoni per i crimini non coperti dal programma federale. I programmi gestiti dallo stato forniscono protezioni meno estese rispetto al programma federale.